# Rikishi
Pour les articles homonymes, voir Rikishi (catch).
 (décembre 2020).
Si vous disposez d'ouvrages ou d'articles de référence ou si vous connaissez des sites web de qualité traitant du thème abordé ici, merci de compléter l'article en donnant les références utiles à sa vérifiabilité et en les liant à la section « Notes et références ».

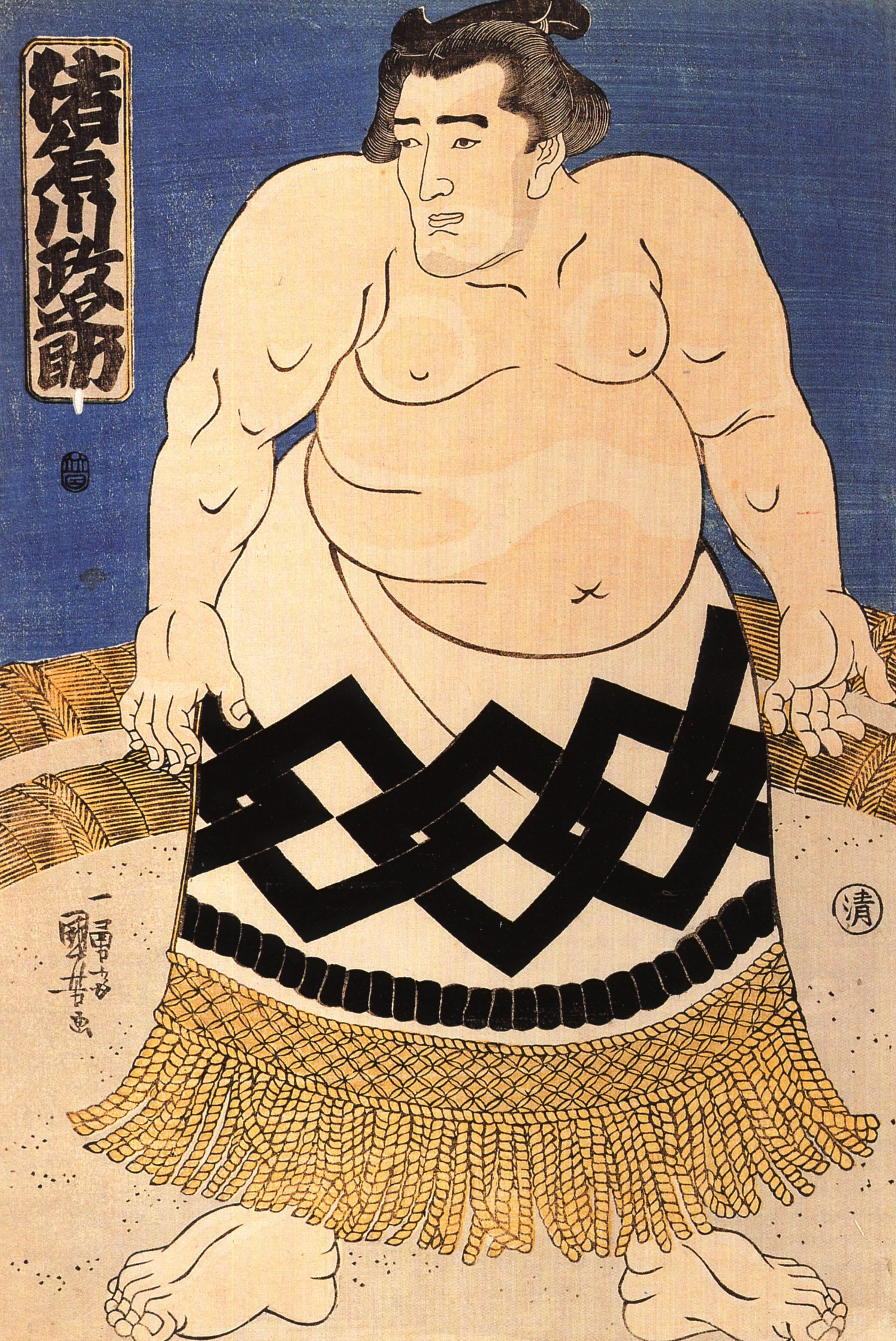
Un rikishi dessiné en ukiyo-e, Inagawa Masanosuke (de rang le plus élevé sekiwake), 1844.

Un rikishi (力士, « rikishi » ou « chikarahito ») , sumōtori (相撲取り)  ou, plus familièrement, osumōsan (お相撲さん) , est un lutteur de sumo professionnel. Les rikishi sont censés vivre selon des règles séculaires et, bien qu'il y ait quelques exceptions, la plupart viennent du Japon, où le sumo est exclusivement pratiqué. La participation à des tournois officiels est le seul moyen de noter les performances et définir le rang d'un rikishi. Ce classement individuel est basé uniquement sur les victoires officielles.

## Terminologie
Dans l'usage courant, le terme rikishi peut désigner n'importe quel lutteur de sumo, c'est un terme alternatif à sumotori (pratiquant de sumo) ou au sumosan plus familier. Les deux caractères kanji qui composent le mot rikishi sont « force / puissance » et « noble homme / samouraï ». Par conséquent, et plus idiomatiquement, le terme peut être défini comme « noble homme fort ».
Dans le monde du sumo, rikishi est utilisé comme un terme fourre-tout pour les lutteurs qui sont dans les divisions inférieures et non salariées de jonokuchi, jonidan, sandanme and makushita Le terme plus prestigieux sekitori fait référence aux lutteurs qui ont atteint les deux plus hautes divisions du jūryō et du makuuchi et qui ont beaucoup plus de statut, de privilèges et de salaire que leurs homologues de la division inférieure.

## Mode de vie
La vie d'un lutteur de sumo est strictement réglementée et comporte des prescriptions et des règles détaillées pour les rikishi qui ont été observées pendant des siècles, à tel point que les rikishi peuvent être considérés plus comme un mode de vie qu'une carrière.
On s'attend à ce qu'ils laissent pousser leurs cheveux pour former un chignon ou un chonmage, similaire aux coiffures de samouraï de la période Edo. En outre, ils sont censés porter le chonmage et la robe traditionnelle japonaise à tout moment lorsqu'ils sont en public. La vie de sumo est centrée sur les écuries d'entraînement auxquelles appartiennent tous les lutteurs actifs. La plupart des lutteurs, et tous les juniors, vivent dans leur écurie comme dans un internat: ils s'entraînent, nettoient, mangent, dorment et socialisent ensemble.